# Mistrzostwa Polski w Łyżwiarstwie Figurowym 2000
Mistrzostwa Polski w łyżwiarstwie figurowym 2000 – zawody mające na celu wyłonienie najlepszych łyżwiarzy figurowych w Polsce. Mistrzostwa rozgrywano od 14 do 16 stycznia 2000 w Warszawie.

## Wyniki

### Soliści
| Poz. | Zawodnik           | Klub               | Punkty | SP | FS  |
| ---- | ------------------ | ------------------ | ------ | -- | --- |
| 1    | Robert Grzegorczyk | ŁTŁF Łódź          | 1,5    | 1  | 1   |
| 2    | Bartosz Domański   | UKŁF Unia Oświęcim | 3,0    | 2  | 2   |
| WD   | Adam Załęgowski    | Marymont Warszawa  | DNF    | 3  | DNF |

#### Solistki
| Poz. | Zawodniczka       | Klub                | Punkty | SP | FS |
| ---- | ----------------- | ------------------- | ------ | -- | -- |
| 1    | Sabina Wojtala    | UKŁF Unia Oświęcim  | 2,0    | 2  | 1  |
| 2    | Anna Rechnio      | Marymont Warszawa   | 2,5    | 1  | 2  |
| 3    | Katarzyna Zembron | UKŁF Unia Oświęcim  | 4,5    | 3  | 3  |
| 4    | Dominika Laska    | Stoczniowiec Gdańsk | 6,0    | 4  | 4  |

### Pary sportowe
| Poz. | Zawodnicy                        | Klub               | Punkty | SP  | FS  |
| ---- | -------------------------------- | ------------------ | ------ | --- | --- |
| WD   | Dorota Zagórska / Mariusz Siudek | UKŁF Unia Oświęcim | DNF    | DNF | DNF |

### Pary taneczne
| Poz. | Zawodnicy                           | Klub                | Punkty | CD1 | CD2 | OD | FD |
| ---- | ----------------------------------- | ------------------- | ------ | --- | --- | -- | -- |
| 1    | Sylwia Nowak / Sebastian Kolasiński | ŁTŁF Łódź           | 2,0    | 1   | 1   | 1  | 1  |
| 2    | Agata Błażowska / Marcin Kozubek    | Stoczniowiec Gdańsk | 4,8    | 3   | 2   | 3  | 2  |
| 3    | Aleksandra Kauc / Filip Bernadowski | ŁTŁF Łódź           | 5,2    | 2   | 3   | 2  | 3  |

### Soliści
| Poz. | Zawodnik                 | Klub                | Punkty | SP | FS |
| ---- | ------------------------ | ------------------- | ------ | -- | -- |
| 1    | Maciej Kuś               | UKŁ Spin Katowice   | 1,5    | 1  | 1  |
| 2    | Krzysztof Komosa         | Marymont Warszawa   | 3,5    | 3  | 2  |
| 3    | Piotr Zawadowski         | ŁTŁF Łódź           | 5,0    | 4  | 3  |
| 4    | Krystian Chrabąszczewicz | MKS Axel Toruń      | 6,0    | 2  | 5  |
| 5    | Patryk Szałaśny          | UKŁF Unia Oświęcim  | 6,5    | 5  | 4  |
| 6    | Juliusz Giżyński         | Stoczniowiec Gdańsk | 9,0    | 6  | 6  |

#### Solistki
| Poz. | Zawodniczka            | Klub               | Punkty | SP | FS |
| ---- | ---------------------- | ------------------ | ------ | -- | -- |
| 1    | Iwona Szczepka         | UKŁF Unia Oświęcim | 1,5    | 1  | 1  |
| 2    | Magdalena Leski        | UKŁF Unia Oświęcim | 3,5    | 3  | 2  |
| 3    | Monika Fila            | ŁTŁF Łódź          | 5,5    | 5  | 3  |
| 4    | Aleksandra Żelichowska | ŁTŁF Łódź          | 7,0    | 4  | 5  |
| 5    | Maria Mordarska        | MKŁ Krakowianka    | 7,0    | 2  | 6  |
| 6    | Adrianna Grabowska     | Marymont Warszawa  | 7,5    | 7  | 4  |
| 7    | Agnieszka Chudoba      | UKŁF Unia Oświęcim | 11,0   | 8  | 7  |
| 8    | Anna Buniewicz         | Marymont Warszawa  | 11,0   | 6  | 8  |
| 9    | Roksana Jańczak        | ŁTŁF Łódź          | 13,5   | 9  | 9  |
| 10   | Anna Rerak             | Krakowianka Kraków | 15,0   | 10 | 10 |
| 11   | Ewa Szmigiel           | ŁTŁF Łódź          | 16,5   | 11 | 11 |
| 12   | Katarzyna Sobieszek    | Krakowianka Kraków | 18,0   | 12 | 12 |
| 13   | Adriana Ladocha        | OMKŁ Opole         | 19,5   | 13 | 13 |

### Pary sportowe
| Poz. | Zawodnicy                      | Klub                | Punkty | SP | FS |
| ---- | ------------------------------ | ------------------- | ------ | -- | -- |
| 1    | Diana Chabroś / Artur Szeliski | Stoczniowiec Gdańsk | 1,5    | 1  | 1  |

### Pary taneczne
| Poz. | Zawodnicy                             | Klub                | Punkty | CD1 | CD2 | OD | FD |
| ---- | ------------------------------------- | ------------------- | ------ | --- | --- | -- | -- |
| 1    | Agata Rosłońska / Michał Tomaszewski  | ŁTŁF Łódź           | 2,0    | 1   | 1   | 1  | 1  |
| 2    | Dominika Polakowska / Michał Trębacki | ŁTŁF Łódź           | 4,4    | 3   | 3   | 2  | 2  |
| 3    | Kamila Przyk / Sławomir Janicki       | ŁTŁF Łódź           | 5,6    | 2   | 2   | 3  | 3  |
| 4    | Agnieszka Dulej / Marcin Świątek      | ŁTŁF Łódź           | 8,0    | 4   | 4   | 4  | 4  |
| 5    | Paulina Urban / Łukasz Jóźwiak        | ŁTŁF Łódź           | 10,0   | 5   | 5   | 5  | 5  |
| 6    | Agnieszka Szot / Jędrzej Trębacki     | Stoczniowiec Gdańsk | 12,0   | 6   | 6   | 6  | 6  |